# Breurey-lès-Faverney
Breurey-lès-Faverney est une commune française située dans le département de la Haute-Saône, la région culturelle et historique de Franche-Comté et la région administrative Bourgogne-Franche-Comté. Les habitants se nomment les Bruérois et Bruéroises.

## Géographie

### Description
Breurey-lès-Faverney appartient au bassin de vie de Port-sur-Saône qui regroupe 15 communes.

### Communes limitrophes
Les communes limitrophes sont  Auxon, Faverney, Flagy, Fleurey-lès-Faverney, Le Val-Saint-Éloi, Mersuay, Provenchère et Équevilley.

### Géologie et relief
Breurey-les-Faverney est situé au fond de la vallée de la Creusotte.
Le village forme ainsi le fond d'une espèce d'amphithéâtre (plateaux et coteaux boisés à l'est, au sud et à l'ouest, descendant vers le nord/nord-ouest) largement ouvert sur la vallée de la Lanterne.

### Hydrographie
La commune est drainée par la Creusotte, ruisseau qui traverse la commune du sud au nord-ouest avant de se jeter dans la Lanterne (elle-même affluent de la Saône).
La Creusotte, qui est donc un sous-affluent du Rhône, est elle-même alimentée par d'autres ruisseaux, tels que la Petteuse qui y conflue au nord du village.

### Climat
Pour des articles plus généraux, voir Climat de la Bourgogne-Franche-Comté et Climat de la Haute-Saône.
En 2010, le climat de la commune est de type climat de montagne, selon une étude du Centre national de la recherche scientifique s'appuyant sur une série de données couvrant la période 1971-2000. En 2020, Météo-France publie une typologie des climats de la France métropolitaine dans laquelle la commune est exposée à un climat semi-continental et est dans la région climatique Lorraine, plateau de Langres, Morvan, caractérisée par un hiver rude (1,5 °C), des vents modérés et des brouillards fréquents en automne et hiver.
Pour la période 1971-2000, la température annuelle moyenne est de 10,5 °C, avec une amplitude thermique annuelle de 17,2 °C. Le cumul annuel moyen de précipitations est de 1 050 mm, avec 13,1 jours de précipitations en janvier et 9,6 jours en juillet. Pour la période 1991-2020, la température moyenne annuelle observée sur la station météorologique de Météo-France la plus proche, « Montureux-lès-Baulay », sur la commune de Montureux-lès-Baulay à 13 km à vol d'oiseau, est de 10,9 °C et le cumul annuel moyen de précipitations est de 907,3 mm. 
La température maximale relevée sur cette station est de 40,8 °C, atteinte le 25 juillet 2019 ; la température minimale est de −25 °C, atteinte le 26 février 1986,,.
Les paramètres climatiques de la commune ont été estimés pour le milieu du siècle (2041-2070) selon différents scénarios d'émission de gaz à effet de serre à partir des nouvelles projections climatiques de référence DRIAS-2020. Ils sont consultables sur un site dédié publié par Météo-France en novembre 2022.

## Urbanisme

### Typologie
Au 1er janvier 2024, Breurey-lès-Faverney est catégorisée commune rurale à habitat dispersé, selon la nouvelle grille communale de densité à sept niveaux définie par l'Insee en 2022.
Elle est située hors unité urbaine. Par ailleurs la commune fait partie de l'aire d'attraction de Vesoul, dont elle est une commune de la couronne,. Cette aire, qui regroupe 158 communes, est catégorisée dans les aires de 50 000 à moins de 200 000 habitants,.

### Occupation des sols

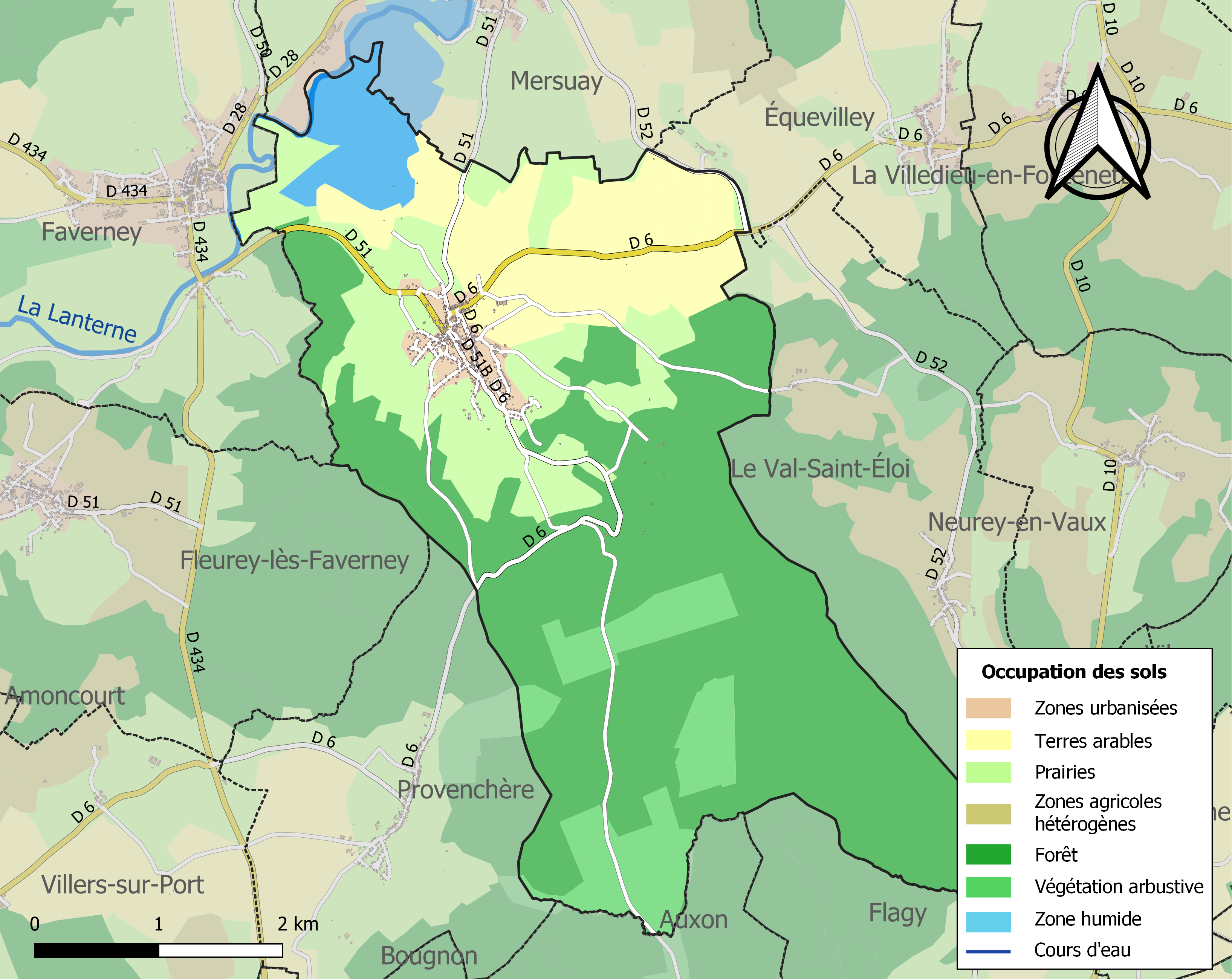
Carte des infrastructures et de l'occupation des sols de la commune en 2018 (CLC).

L'occupation des sols de la commune, telle qu'elle ressort de la base de données européenne d’occupation biophysique des sols Corine Land Cover (CLC), est marquée par l'importance des forêts et milieux semi-naturels (60,9 % en 2018), en diminution par rapport à 1990 (62,2 %). La répartition détaillée en 2018 est la suivante : 
forêts (51,8 %), prairies (17,1 %), terres arables (13,8 %), milieux à végétation arbustive et/ou herbacée (9,1 %), eaux continentales (4,4 %), zones urbanisées (2,6 %), cultures permanentes (1,2 %), mines, décharges et chantiers (0,1 %). L'évolution de l’occupation des sols de la commune et de ses infrastructures peut être observée sur les différentes représentations cartographiques du territoire : la carte de Cassini (XVIIIe siècle), la carte d'état-major (1820-1866) et les cartes ou photos aériennes de l'IGN pour la période actuelle (1950 à aujourd'hui).

### Habitat et logement
En 2018, le nombre total de logements dans la commune était de 318, alors qu'il était de 304 en 2013 et de 284 en 2008.
Parmi ces logements, 77,9 % étaient des résidences principales, 8,3 % des résidences secondaires et 13,8 % des logements vacants. Ces logements étaient pour 89,1 % d'entre eux des maisons individuelles et pour 10,6 % des appartements.
Le tableau ci-dessous présente la typologie des logements à Breurey-lès-Faverney en 2018 en comparaison avec celle de la Haute-Saône et de la France entière. Une caractéristique marquante du parc de logements est ainsi une proportion de résidences secondaires et logements occasionnels (8,3 %) supérieure à celle du département (6,2 %) mais inférieure à celle de la France entière (9,7 %). Concernant le statut d'occupation de ces logements, 82,7 % des habitants de la commune sont propriétaires de leur logement (82,2 % en 2013), contre 68,7 % pour la Haute-Saône et 57,5 % pour la France entière.
| Typologie                                               | Breurey-lès-Faverney | Haute-Saône | France entière |
| ------------------------------------------------------- | -------------------- | ----------- | -------------- |
| Résidences principales (en %)                           | 77,9                 | 83          | 82,1           |
| Résidences secondaires et logements occasionnels (en %) | 8,3                  | 6,2         | 9,7            |
| Logements vacants (en %)                                | 13,8                 | 10,8        | 8,2            |

## Histoire
Certaines découvertes archéologiques attestent d’un peuplement de la vallée de la Creusotte (ruisseau qui traverse le village avant de rejoindre la Lanterne) dès le néolithique (environ - 2500). Le village tirerait son nom de la présence d’une « villa » du haut Moyen-âge (c’est-à-dire entre le 5e et le 10e siècles).
La dédicace d’une église primitive à Saint Laurent - « typique de la première évangélisation » - indiquerait que la paroisse de Breurey fut créée avant le 10e siècle.
Du 10e au 14e siècles Breurey appartient aux sires de Faucogney auxquels succède la famille de Vergy. Au cours des deux siècles suivants (« Moyen Age finissant »), le village, comme toutes les cités comtoises, souffre de grandes calamités : guerres, pandémies, crises alimentaires… La guerre franco-espagnole (1595-1598), la guerre de dix-ans (1634-1644) puis la conquête françaises (1674-1678) apportent leur lot de dévastations et de ruines.
Le rattachement de la Franche-Comté à la France (1678) va engendrer une transformation des institutions franc-comtoises et, par incidence de la vie des communautés locale : pris entre les habitants (la population et ses échevins) d'une part et l'autorité royale d'autre part, le seigneur voit de plus en plus son autorité battue en brèche.
Au 16e siècle, la seigneurie de Breurey appartient à la famille d’Andelot puis, au 17e siècle, par mariages et héritages, aux comtes de Wiltz. Au début du 18e siècle, les biens (et les droits qui vont avec) sont démantelés et cédés à la famille de Rozière, mais aussi à certains bourgeois enrichis et à plusieurs établissements religieux déjà implantés à Breurey : abbayes de Faverney et de Bithaine, chanoinesses de Remiremont…
« Comme beaucoup de villages de France, Breurey a traversé la Révolution sans émeutes, sans "bruit" pourrait-on dire, mais non sans difficultés. Ce qui frappe c'est la cohésion de la communauté rurale et l'âpreté des plus habiles à profiter des transformations sociales. Par contre on s'intéresse peu aux questions politiques ». Les difficultés principales vécues par la population sont dues : à la mise en place de la nouvelle organisation administrative (élection d’un maire et d’un conseil général – ancêtre du conseil municipal, création d’une garde nationale…) ; à la mise en œuvre de la constitution civile du clergé - 1790 - (pour une population attachée à ses prêtres) ; aux guerres de la Révolution - 1792 - (recrutement des volontaires, réquisitions…).
Après la Révolution française, le nombre des habitants de Breurey augmente rapidement. D'après le dictionnaire des communes, le village compte 980 habitants en 1790, 1208 en 1815 et 1385 en 1852.
Loin de la succession des régimes et des agitations politiques, de profondes transformations du village sont entreprises au XIXe siècle : amélioration et création de voies de communication (chemins, rues, escaliers…) ; réparation et implantation de fontaines ; couverture du ruisseau (la Creusotte) au centre du village permettant l'aménagement de la grande place (place du Rondey, aujourd'hui place Joly-de-Colombe) ; construction de l'imposante maison commune (mairie écoles) dominant la place à l'est…
Dès la fin du XIXe siècle, la population baisse pour atteindre 816 habitants en 1906...
Comme toutes les communes de France, Breurey va perdre nombre de ses fils lors de la grande tuerie de 1914-1918 : sur le monument aux morts du village, trente-huit noms sont gravés.

## Politique et administration

### Rattachements administratifs et électoraux

#### Rattachements administratifs
La commune se trouve dans l'arrondissement de Vesoul du département de la Haute-Saône.
Elle faisait partie depuis 1801 du canton de Port-sur-Saône. Dans le cadre du redécoupage cantonal de 2014 en France, cette circonscription administrative territoriale a disparu, et le canton n'est plus qu'une circonscription électorale.

#### Rattachements électoraux
Pour les élections départementales, la commune fait partie depuis 2014 d'un nouveau canton de Port-sur-Saône porté de 17 à 46 communes
Pour l'élection des députés, elle fait partie de la première circonscription de la Haute-Saône.

### Intercommunalité
Breurey-lès-Faverney n'était membre d'aucune intercommunalité à fiscalité propre jusqu'en 2013.
Conformément aux prescriptions de la loi de réforme des collectivités territoriales du 16 décembre 2010, qui a prévu le renforcement et la simplification des intercommunalités et la constitution de structures intercommunales de grande taille, et dans le cadre du schéma départemental de coopération intercommunale approuvé en décembre 2011 par le préfet de Haute-Saône, et qui prévoit notamment la fusion de plusieurs intercommunalités dans une nouvelle à laquelle  Bourguignon-lès-Conflans, Breurey-lès-Faverney et Vilory sont rattachées, la commune est membre depuis le 1er janvier 2014 de la communauté de communes Terres de Saône.

### Liste des maires
| Période                                  | Période                   | Identité                 | Étiquette | Qualité                                                 |
| ---------------------------------------- | ------------------------- | ------------------------ | --------- | ------------------------------------------------------- |
| Les données manquantes sont à compléter. |                           |                          |           |                                                         |
| 1891                                     | 1892                      | Claude François Nonnotte |           | Premier adjoint, officier de l'état civil de la commune |
| 1892                                     | 1896                      | Armand Guenot            | PRRRS     |                                                         |
| 1896                                     | 1908                      | Joseph Butzé             |           |                                                         |
| 1908                                     | 1919                      | Armand Guenot            | PRRRS     |                                                         |
| 1919                                     | 1935                      | Arthur Fouillet          |           |                                                         |
| 1935                                     | 1946                      | Louis Heiny              |           |                                                         |
| 1944                                     | 1946                      | Ernest Deleyrolle        |           |                                                         |
| 1946                                     | 1965                      | Raoul Gaston Fouillet    |           |                                                         |
| 1965                                     | 1977                      | René Margaine            |           |                                                         |
| 1977                                     | 1979                      | René Garniaux            |           |                                                         |
| 1979                                     | mars 1983                 | Hubert Thomas            |           |                                                         |
| mars 1983                                | septembre 2011            | Gilbert Dumont           | RPR       | Enseignant à Besançon Démissionnaire                    |
| septembre 2011                           | octobre 2015              | Jean Marchal             |           | Démissionnaire                                          |
| janvier 2016                             | mai 2020                  | Karine Fougou            |           |                                                         |
| mai 2020                                 | En cours (au 9 mars 2023) | Jean Marchal             |           | Cadre de Retraité                                       |

## Démographie
L'évolution du nombre d'habitants est connue à travers les recensements de la population effectués dans la commune depuis 1793. Pour les communes de moins de 10 000 habitants, une enquête de recensement portant sur toute la population est réalisée tous les cinq ans, les populations de référence des années intermédiaires étant quant à elles estimées par interpolation ou extrapolation. Pour la commune, le premier recensement exhaustif entrant dans le cadre du nouveau dispositif a été réalisé en 2006.

En 2022, la commune comptait 597 habitants, en évolution de −5,54 % par rapport à 2016 (Haute-Saône : −1,4 %, France hors Mayotte : +2,11 %).
| 1793  | 1800  | 1806  | 1821  | 1831  | 1836  | 1841  | 1846  | 1851  |
| ----- | ----- | ----- | ----- | ----- | ----- | ----- | ----- | ----- |
| 1 053 | 1 076 | 1 145 | 1 244 | 1 281 | 1 353 | 1 368 | 1 370 | 1 385 |

| 1856  | 1861  | 1866  | 1872  | 1876  | 1881 | 1886 | 1891 | 1896 |
| ----- | ----- | ----- | ----- | ----- | ---- | ---- | ---- | ---- |
| 1 113 | 1 119 | 1 092 | 1 111 | 1 061 | 989  | 956  | 886  | 859  |

| 1901 | 1906 | 1911 | 1921 | 1926 | 1931 | 1936 | 1946 | 1954 |
| ---- | ---- | ---- | ---- | ---- | ---- | ---- | ---- | ---- |
| 827  | 816  | 831  | 653  | 635  | 577  | 575  | 532  | 456  |

| 1962 | 1968 | 1975 | 1982 | 1990 | 1999 | 2006 | 2011 | 2016 |
| ---- | ---- | ---- | ---- | ---- | ---- | ---- | ---- | ---- |
| 434  | 372  | 367  | 420  | 510  | 509  | 521  | 579  | 632  |

| 2021 | 2022 | - | - | - | - | - | - | - |
| ---- | ---- | - | - | - | - | - | - | - |
| 616  | 597  | - | - | - | - | - | - | - |

## Économie
Depuis 1998, sur un terrain de 55 hectares, Emmanuel Guenot élève pour leur viande des bisons américains. Soixante dix animaux dont une trentaine de femelles peuvent être observés.

## Culture locale et patrimoine

### Lieux et monuments

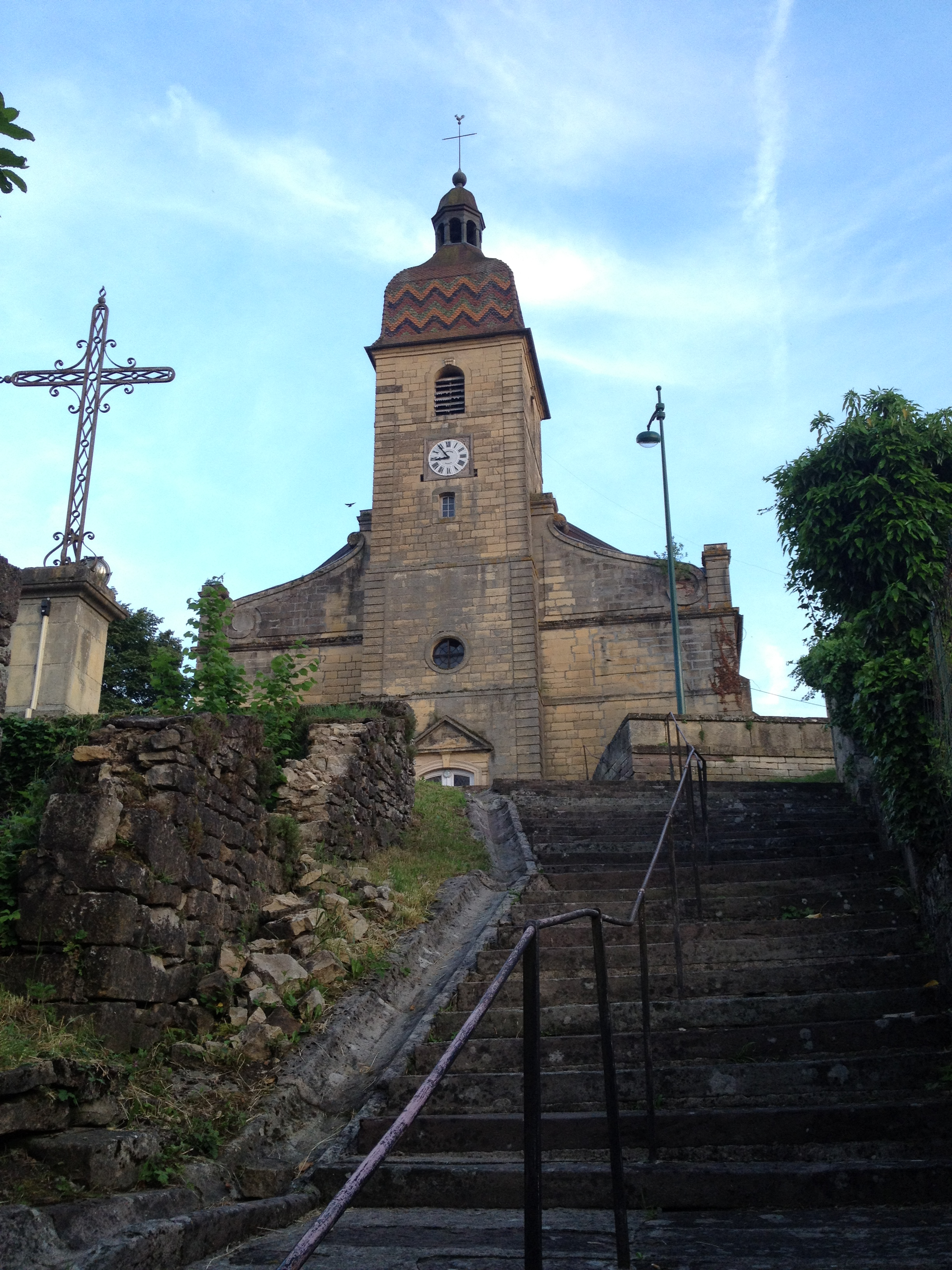
Église de Breurey-lès-Faverney.

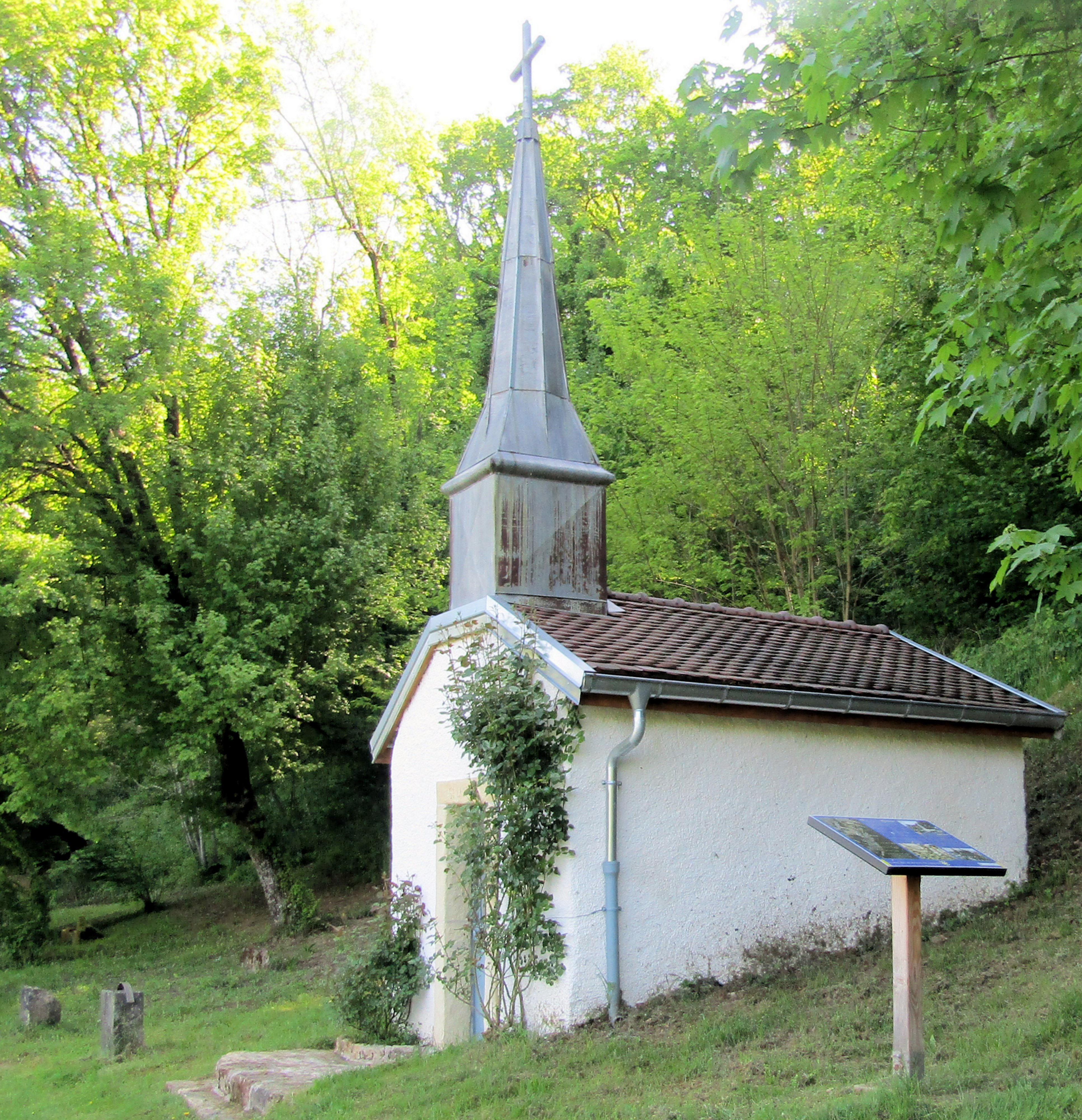
La chapelle Saint-Laurent.

- château de style Louis XIII, situé dans un parc de six hectares (château de la Presle, situé sur un coteau et entouré d'un grand parc).
- Fontaine-lavoir du Rondey en atrium toscan à double péristyle (1830).
- Vaste place centrale à jets d'eau.

### Personnalités liées à la commune
- Jean Vaugien (1916-1975),  officier français qui a participé à la libération de la France, y est né. Une rue du village porte son nom.

### Héraldique
| Blason de Breurey-lès-Faverney | Blason  | Échiqueté d’azur et d’argent, au chevreuil d’or brochant. |
| Blason de Breurey-lès-Faverney | Détails | Le statut officiel du blason reste à déterminer.          |

## Pour approfondir